# Jérôme Baugnies
Jérôme Baugnies, né le 1er avril 1987 à Soignies, est un coureur cycliste belge.

## Biographie

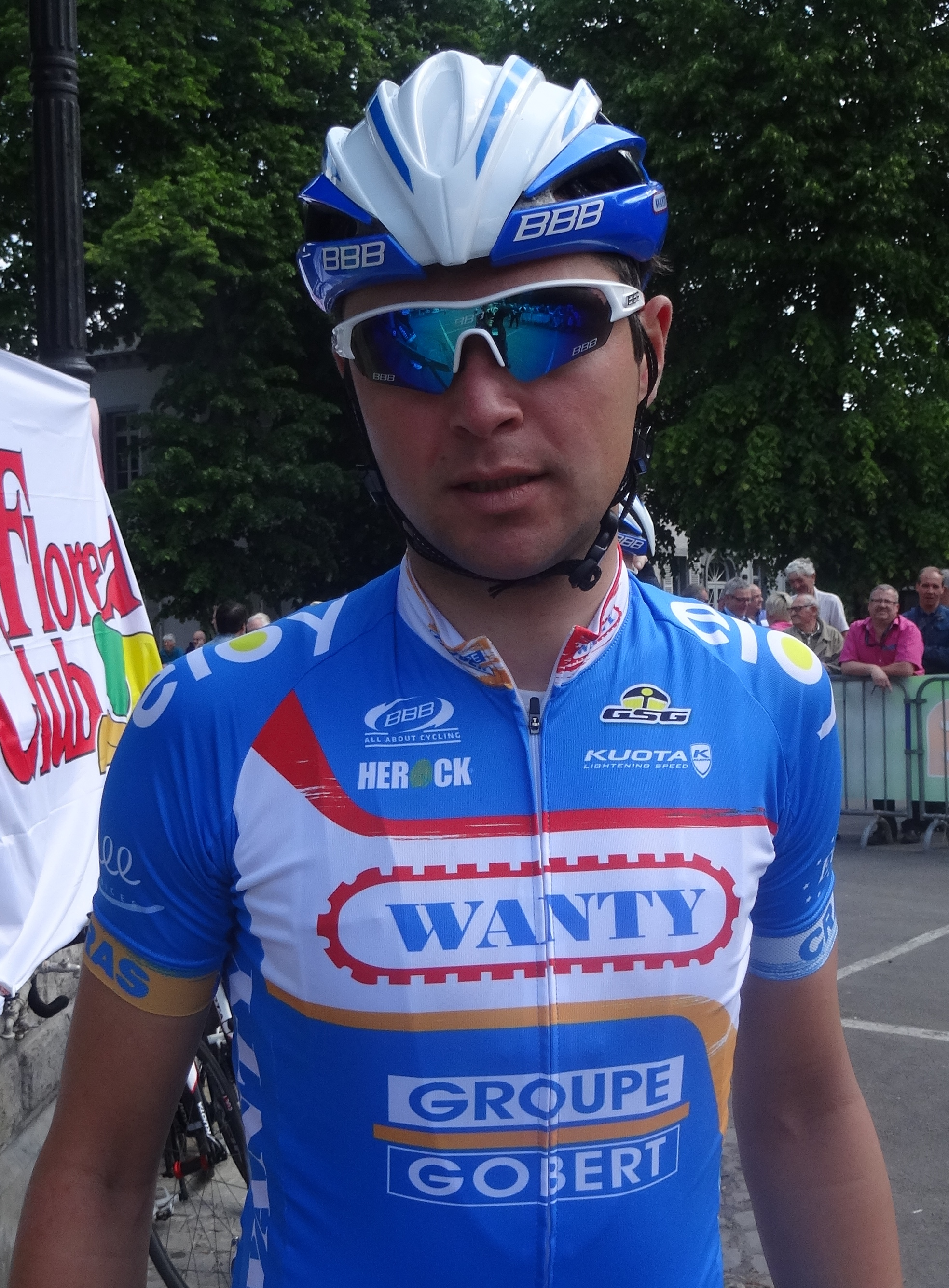
Jérôme Baugnies lors du Grand Prix Criquielion 2014.

Jérôme Baugnies est originaire de Soignies, une ville située en Région wallonne. Son père Jean-Louis est lui-même un ancien coureur cycliste qui a participé aux Jeux olympiques de 1976. 
Il devient coureur professionnel en 2010 au sein de l'équipe continentale professionnelle belge Topsport Vlaanderen-Mercator. Avec celle-ci, il est notamment troisième des Trois vallées varésines en 2010 et deuxième du Grand Prix de Francfort en 2011. En 2012, il est recruté par l'équipe continentale professionnelle allemande NetApp, où il connait une année difficile.
Il redevient coureur amateur en 2013, et est le leader de l'équipe continentale belge To Win-Josan. Il effectue une saison réussie, obtenant une vingtaine de victoires, dont notamment la Course des chats, le Triptyque ardennais et le Championnat de Belgique élite sans contrat. En fin de saison, il est troisième du Grand Prix Impanis-Van Petegem, battu par les professionnels Sep Vanmarcke et Pieter Weening. 
Ces résultats lui permettent de retrouver un contrat professionnel en 2014, avec l'équipe continentale professionnelle belge Wanty-Groupe Gobert. Il  reprend la compétition sous ses nouvelles couleurs bleues à l'occasion de la Tropicale Amissa Bongo au Gabon, où il gagne la deuxième étape devant  Luis Leon Sanchez. C'est la première d'une série de résultats prometteurs, dont on compte également la première étape du Tour des Fjords, une deuxième place au Grand Prix de Francfort et une victoire à la Course du Raisins.
Au mois d'août 2017 il termine deuxième d'une étape du Tour du limousin derrière son coéquipier Guillaume Martin et gagne la Course des raisins pour la troisième fois.
Au mois de mars 2018, il termine cinquième du Grand Prix de Lillers-Souvenir Bruno Comini remporté par le coureur français Jérémy Lecroq. En août, il remporte le Grand Prix de la ville de Zottegem devant son compatriote Aimé De Gendt.
En aout 2019, il termine neuvième du Grand Prix de la ville de Zottegem.

## Palmarès et résultats

### Palmarès par année
- 2005
  - 2e de Remouchamps-Ferrières-Remouchamps
  - 3e du Kuurnse Leieomloop
  - 3e de La Bernaudeau Junior
  - 3e de Paris-Roubaix juniors
- 2006
  - 2e du Grand Prix Criquielion
- 2007
  - 5ea étapes du Tour de Lleida (contre-la-montre par équipes)
- 2008
  - Grand Prix Beeckman-De Caluwé
  - 2e du Tour des Flandres espoirs
  - 2e du championnat de Belgique sur route espoirs
- 2009
  - Grand Prix d'Affligem
  - 4e étape du Triptyque ardennais
  - 5e du championnat du monde sur route espoirs
- 2010
  - 3e des Trois vallées varésines
- 2011
  - 2e du Grand Prix de Francfort
- 2012
  - 3e du Textelprijs Vichte
- 2013
  -  Champion de Belgique des élites sans contrat
  - Course des chats
  - 1re étape des Deux Jours du Gaverstreek
  - 1re et 2e étapes de l'Arden Challenge
  - Triptyque ardennais :
    - Classement général
    - 3e étape

  - 2e et 4e étapes du Tour du Brabant flamand
  - Grand Prix d'Affligem
  - 2e des Deux Jours du Gaverstreek
  - 2e de l'Internatie Reningelst
  - 2e du Grand Prix de la Magne
  - 3e du Grand Prix de la ville de Nogent-sur-Oise
  - 3e du Grand Prix Paul Borremans
  - 3e du Textelprijs Vichte
  - 3e du Grand Prix Impanis-Van Petegem
  - 3e de l'Oost-Vlaamse Sluitingsprijs

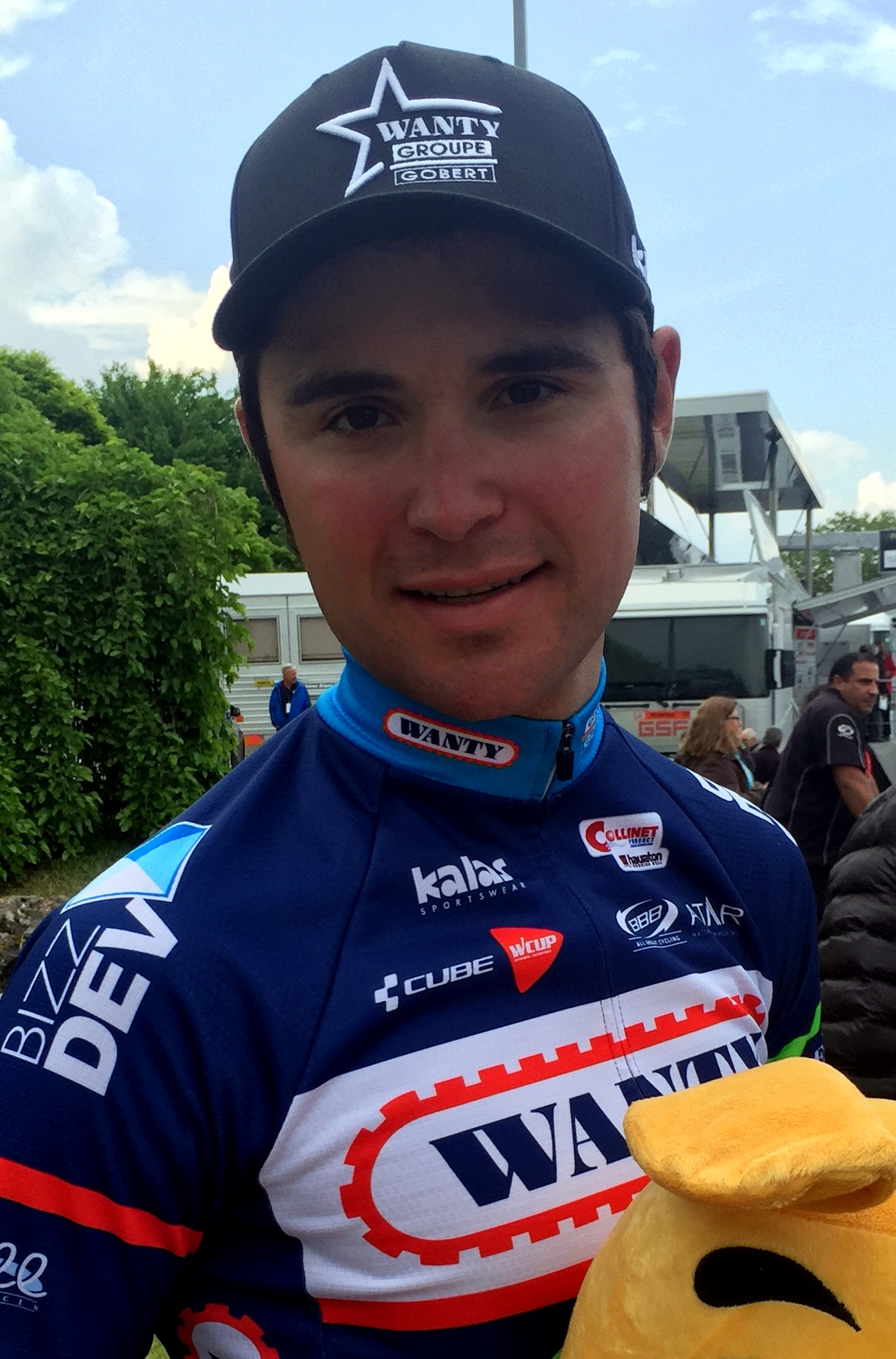
Jérôme Baugnies quelques minutes après sa victoire lors de la 3e étape du Rhône-Alpes Isère Tour 2016.

- 2014
  - 2e étape de la Tropicale Amissa Bongo
  - Grote Prijs Wase Polders
  - Stan Ockers Classic
  - 1re étape du Tour des Fjords
  - 2e du Tour de Toscane
  - 3e du Grand Prix de Francfort
  - 3e du Tour des Fjords
  - 3e du Grand Prix du canton d'Argovie
  - 3e du Mémorial Fred De Bruyne
- 2015
  - Course des raisins
  - Grand Prix Paul Borremans
  - 2e du Tour du Finistère
  - 2e du Grand Prix Jean-Pierre Monseré
  - 2e du Stadsprijs Geraardsbergen
- 2016
  - Course des raisins
  - 3e étape du Rhône-Alpes Isère Tour
  - Internationale Wielertrofee Jong Maar Moedig
  - 2e du Rhône-Alpes Isère Tour
  - 2e du Grand Prix Beeckman-De Caluwé
  - 2e du Grand Prix Pino Cerami
  - 3e du Grand Prix de Wallonie
- 2017
  - Trofee Maarten Wynants
  - Course des raisins
  - 3e de la Wanzele Koerse
  - 3e de la Flèche côtière
  - 3e du Grand Prix Jean-Pierre Monseré
- 2018
  - Internationale Wielertrofee Jong Maar Moedig
  - Grote Prijs Brothers On Bikes
  - Omloop Van de Gemeente Melle
  - Grand Prix de la ville de Zottegem
  - 2e du Grand Prix Pino Cerami
  - 3e du Rhône-Alpes Isère Tour
  - 3e du Grand Prix José Dubois
  - 3e de la Tacx Pro Classic
- 2019
  - Grand Prix José Dubois
- 2022
  - 2e de la Hill 60-Koers
  - 3e du Grand Prix John Hannes
- 2024
  - 2e du Province Cycling Tour

### Classements mondiaux
| Année           | 2006  | 2007 | 2008 | 2009 | 2010 | 2011 | 2012  | 2013 | 2014 |
| --------------- | ----- | ---- | ---- | ---- | ---- | ---- | ----- | ---- | ---- |
| UCI Africa Tour |       |      |      |      |      |      |       |      | 54e  |
| UCI Europe Tour | 1248e | 782e | 398e | 457e | 388e | 192e | 1131e | 67e  | 16e  |